# Faqra
Faqra är en fornlämning i Libanon.   Den ligger i guvernementet Libanonberget, i den centrala delen av landet, 30 kilometer öster om huvudstaden Beirut. Faqra ligger 1 517 meter över havet.
Terrängen runt Faqra är huvudsakligen kuperad, men norrut är den bergig. Terrängen runt Faqra sluttar västerut. Runt Faqra är det mycket tätbefolkat, med 1 411 invånare per kvadratkilometer.. Närmaste större samhälle är Jounieh, 17,9 kilometer väster om Faqra. 
Omgivningarna runt Faqra är i huvudsak ett öppet busklandskap.